# Stowarzyszenie Naukowe Archeologów Polskich
Stowarzyszenie Naukowe Archeologów Polskich (SNAP) – społeczna organizacja, kontynuująca tradycje Polskiego Towarzystwa Archeologicznego, zrzeszająca polskich specjalistów w zakresie archeologii i prahistorii oraz dyscyplin z nimi współpracujących, działających w dziedzinie badań archeologicznych, ochrony i konserwacji zabytków archeologicznych oraz muzealnictwa archeologicznego. Członkami wspierającymi mogą być również inne osoby zainteresowane archeologią.
SNAP założone zostało w roku 1989. Siedzibą stowarzyszenia jest Warszawa. Towarzystwo ma 10 oddziałów regionalnych: w Gdańsku, Katowicach, Łodzi, Olsztynie, Poznaniu, Rzeszowie, Szczecinie, Warszawie, Wrocławiu, Świdnicy, zaś liczba członków wynosi ponad 650 osób.
Pierwszym prezesem SNAP była prof. Zofia Kurnatowska, następnie prof. Marian Głosek, prof. Tadeusz Makiewicz, od czerwca roku 2007 – dr hab. prof. UKSW Zbigniew Kobyliński.